# Додому (пісня)
«Додому» — пісня українських хіп-хоп виконавців Kalush та Skofka зі спільного альбому ЙО-ЙО. 

## Огляд
Автори тесту пісні Володимир Самолюк та Олег Псюк, композитор - Володимир Самолюк. Пісня присвячена дитинству виконавців, в ній вони згадують рідну хату, яка «пахне пирогами з вишнями на печі», бабу з дідом, а також ностальгують за затишними сімейними вечерями з «домашніми калачами».
Виконавці описували пісню так: «Не треба бути багатослівним щоб пояснити зміст треку під назвою „додому“. Тільки залишивши Калуш пару років тому, викупаю ціну запаху в рідній вітальні, в моєму домі. Рідна хата фо лайф!»
Пісня з успіхом виконувалась в Амстердамі на благодійному концерті зірок Євробачення. На пісню було створено анімаційний кліп на каналі «Чоткий паца», присвячений дітям тимчасово окупованих міст.

## Відео
Lyric video на пісню «Додому» було опубліковане на YouTube 21 травня 2021, за 4 дні воно потрапило у топ-10. На зйомку відео витратили $50 без реклами і просування. Пісня стала номінантом музичної премія YUNA за "Найкращий хіп-хоп хіт" 2021 року.
Станом на січень 2023 року відео мало більше 55 млн переглядів на  YouTube.

## Фрагмент пісні
Виконує Skofka:

Де де де де би не був, не забуду дім

Хочеш, закрути мене як бігуді

Я з закритими очима знайду де мій двір

Бо де би не був, не забуду дім

## Хіт-паради
Пісня впродовж 65 тижнів входить у тижневий хіт-парад Top All Media Hits Ukraine від компанії TopHit. Найвища позиція - перша.   48 тижнів входить у найкращі хіти тижня Spotify в Україні. Найвища позиція - перша. Впродовж 43 тижнів у тижневому хіт-параді Top Radio Hits Ukraine.